# Redfield (Texas)
Pour les articles homonymes, voir Redfield.
Redfield est une census-designated place située dans le comté de Nacogdoches, dans l’État du Texas, aux États-Unis. Sa population s’élevait à 441 habitants lors du recensement de 2010.